# جاك غيليغان
جاك غيليغان (بالإنجليزية: Jack Gilligan)‏ هو لاعب كرة قاعدة أمريكي، ولد في 18 أكتوبر 1885 في شيكاغو في الولايات المتحدة، وتوفي في 19 نوفمبر 1980 في موديستو في الولايات المتحدة.